# Columbia (supercomputer)

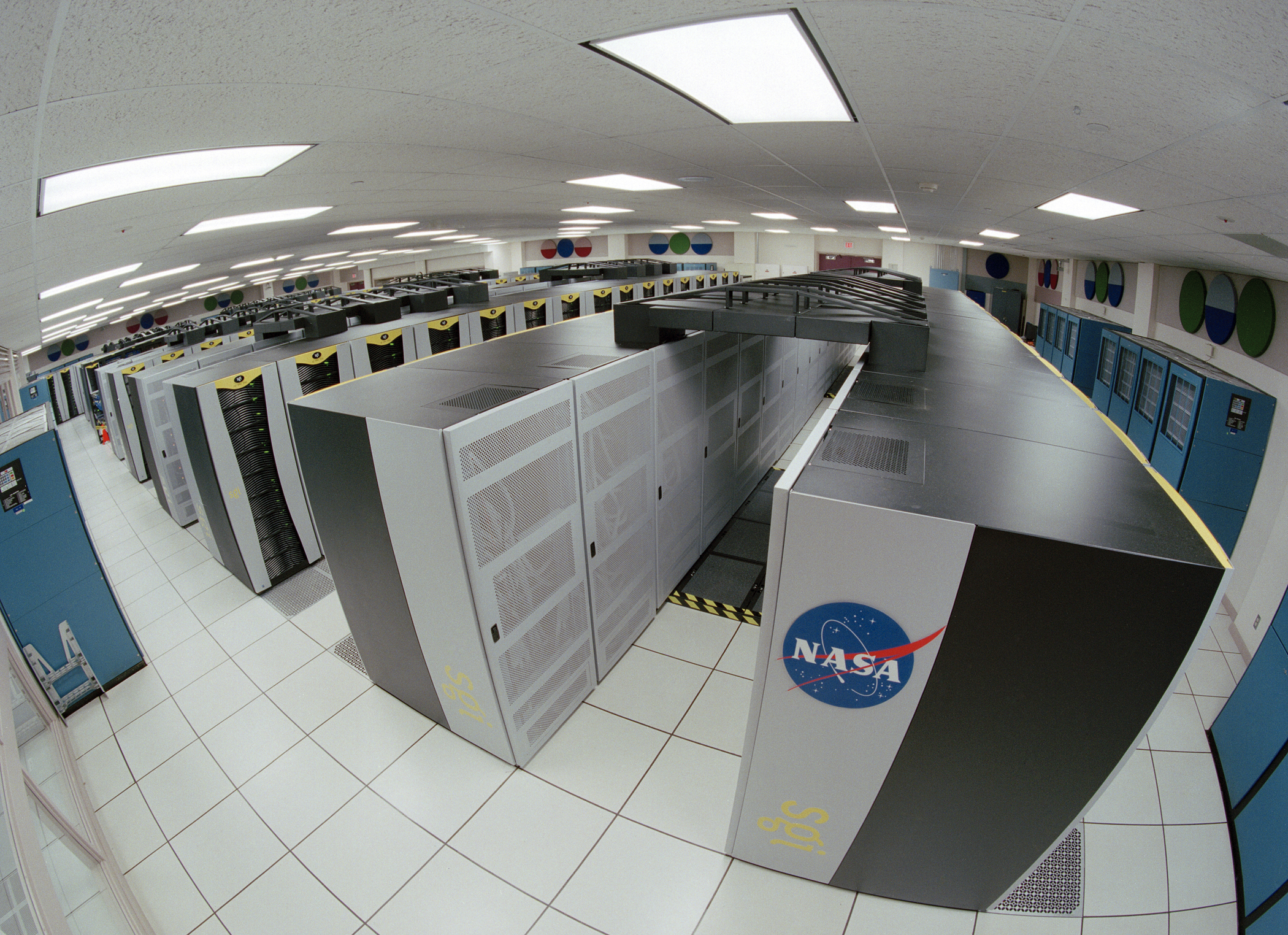
Il Columbia Supercomputer

Columbia è un supercomputer prodotto dalla Silicon Graphics per la NASA. Il sistema è stato installato presso il NASA Advanced Supercomputing facility nel 2004. È stato per alcuni mesi il più potente sistema di calcolo del pianeta, fino a quando un'espansione del sistema Blue Gene/L non lo ha scalzato dalla prima posizione. Secondo la TOP500 del giugno 2006, questo è il quarto più potente computer del pianeta con 51,87 TeraFLOPS.
 
Il sistema è composto da venti SGI Altix 3000. Ogni unità ha 512 processori Intel Itanium 2 per un totale di 10.240 processori. Il nome è stato scelto in onore dell'equipaggio dello Space Shuttle Columbia. La piattaforma SGI Altrix è stata scelta dopo la positiva esperienza del sistema Kalpana formato da un singolo Altrix con 512 processori che è stato integrato del sistema Columbia. I nodi sono collegati tramite Voltaire InfiniBand ISR 9288, switch a 288 porte con velocità di trasferimento di 10 Gbit.